# Potentilla subpalmata
Potentilla subpalmata är en rosväxtart som beskrevs av Carl Friedrich von Ledebour. Potentilla subpalmata ingår i Fingerörtssläktet som ingår i familjen rosväxter. Inga underarter finns listade i Catalogue of Life.